# Discografia dei Rosenstolz
Questa voce contiene l'intera discografia dei Rosenstolz.

## Album
| Anno | Album                                | Posizionamento in classifica | Posizionamento in classifica | Posizionamento in classifica | Etichetta                    | Note |
| Anno | Album                                | DE                           | AT                           | CH                           | Etichetta                    | Note |
| ---- | ------------------------------------ | ---------------------------- | ---------------------------- | ---------------------------- | ---------------------------- | --- |
| 1992 | Soubrette werd' ich nie              | --                           | --                           | --                           | Polydor                      | Riedito nel 1993, 1996 e 2002; ne esiste un'edizione limitata a 100 esemplari del 1992 con un'altra copertina                                  |
| 1994 | Nur einmal noch                      | --                           | --                           | --                           | Traumton/Indigo              | Riedito nel 2006 (Musik für Erwachsene / DA Music)                                                                                             |
| 1994 | Sanfte Verführer                     | --                           | --                           | --                           | Traumton/Indigo              | edizione limitata (100 esemplari) |
| 1995 | Mittwoch is' er fällig               | --                           | --                           | --                           | Traumton/Indigo              | |
| 1996 | Objekt der Begierde                  | --                           | --                           | --                           | Polydor                      | Riedito nel 2002 |
| 1997 | Die Schlampen sind müde              | 31                           | --                           | --                           | Polydor                      | Riedito nel 2002 |
| 1997 | Raritäten                            | --                           | --                           | --                           | Traumton                     | Compilation |
| 1998 | Alles Gute – Das Beste von 1992–1998 | 10                           | --                           | --                           | Polydor                      | Compilation – Riedito nel 2001 (con Bonus-CD) e nel 2004                                                                                       |
| 1999 | Raritäten 2                          | --                           | --                           | --                           | Traumton                     | Compilation, disponibile solo sul sito ufficiale                                                                                               |
| 1999 | Zucker                               | 2                            | --                           | --                           | Polydor                      | Riedito nel 2000 e nel 2002 |
| 1999 | Zuckerschlampen Live                 | 5                            | --                           | --                           | Polydor                      | Compilation |
| 2000 | Kassengift                           | 1                            | --                           | --                           | Polydor (Mercury in Francia) | Riedito nel 2002 |
| 2000 | Stolz der Rose – Das Beste und mehr  | --                           | --                           | --                           | Polydor                      | Compilation |
| 2002 | Macht Liebe                          | 3                            | 51                           | --                           | Polydor                      | Diverse edizioni |
| 2003 | Live aus Berlin                      | 11                           | --                           | --                           | Polydor                      | Cd doppio e semplice |
| 2004 | Herz                                 | 1                            | 22                           | 55                           | Polydor Island               | Diverse edizioni |
| 2006 | Das große Leben                      | 1                            | 1                            | 10                           | Polydor Island               | CD semplice, Deluxe-Edition con Bonus-DVD, Doppio LP, CD semplice con tracklist ampliata, edizione limitata con tracklist ampliata e Bonus-DVD |
| 2006 | Das große Leben Live                 | 1                            | 19                           | 50                           | Polydor Island               | CD doppio |
| 2008 | Die Suche geht weiter                | 1                            | 1                            | 2                            | Polydor Island               | |

## Singoli
| Anno | Titolo                                                                   | Posizionamento in classifica | Posizionamento in classifica | Posizionamento in classifica | Note                                                                                   | Album                   |
| Anno | Titolo                                                                   | DE                           | AT                           | CH                           | Note                                                                                   | Album                   |
| ---- | ------------------------------------------------------------------------ | ---------------------------- | ---------------------------- | ---------------------------- | -------------------------------------------------------------------------------------- | ----------------------- |
| 1992 | Ich geh auf Glas                                                         | --                           | --                           | --                           | Maxi-CD                                                                                | Soubrette werd' ich nie |
| 1993 | Schlampenfieber                                                          | --                           | --                           | --                           | Maxi-CD                                                                                | Soubrette werd' ich nie |
| 1994 | Kuss der Diebe                                                           | --                           | --                           | --                           | Maxi-CD                                                                                | Nur einmal noch         |
| 1994 | Nur einmal noch                                                          | --                           | --                           | --                           | Maxi-CD                                                                                | Nur einmal noch         |
| 1995 | Lachen                                                                   | --                           | --                           | --                           | Maxi-CD                                                                                | Mittwoch is' er fällig  |
| 1995 | Mittwoch is' er fällig                                                   | --                           | --                           | --                           | Maxi-CD                                                                                | Mittwoch is' er fällig  |
| 1996 | Der Moment                                                               | --                           | --                           | --                           | Maxi-CD (Promo)                                                                        | Objekt der Begierde     |
| 1996 | Sex im Hotel                                                             | --                           | --                           | --                           | Maxi-CD e 12" Vinyl-Maxi                                                               | Objekt der Begierde     |
| 1997 | Ich stell mich an die nächste Wand (Monotonie) / Die Schlampen sind müde | --                           | --                           | --                           | Maxi-CD                                                                                | Die Schlampen sind müde |
| 1997 | Objekt der Begierde / Lass es regnen                                     | --                           | --                           | --                           | 2-CD-Digipack (Promo)                                                                  | Objekt der Begierde     |
| 1998 | Königin / Herzensschöner                                                 | --                           | --                           | --                           | Maxi-CD                                                                                | Alles Gute              |
| 1998 | Herzensschöner / Königin                                                 | 34                           | --                           | --                           | Maxi-CD                                                                                | Alles Gute              |
| 1998 | Lachen                                                                   | --                           | --                           | --                           | Maxi-CD (Promo)                                                                        | Alles Gute              |
| 1998 | Nur einmal noch '98 / Herzensschöner                                     | 75                           | --                           | --                           | 2 edizioni [una contiene una traccia multimediale]                                     | Alles Gute              |
| 1999 | Perlentaucher                                                            | 40                           | --                           | --                           | 2 edizioni [2 div ersi Maxi-CDs]                                                       | Zucker                  |
| 1999 | Fütter deine Angst / Ja, ich will (Hochzeitssong mit Hella von Sinnen)   | 52                           | --                           | --                           | Maxi-CD                                                                                | Zucker                  |
| 1999 | Zucker III                                                               | --                           | --                           | --                           | Maxi-CD (Promo)                                                                        | Zucker                  |
| 1999 | Ein anderes Gefühl von Schmerz                                           | --                           | --                           | --                           | Maxi-CD (Promo)                                                                        | Zucker                  |
| 2000 | Amo Vitam                                                                | 19                           | --                           | --                           | 2 edizioni [Maxi-CD, Remix]                                                            | Kassengift              |
| 2000 | Kinder der Nacht                                                         | 63                           | --                           | --                           | Maxi-CD                                                                                | Kassengift              |
| 2001 | Total Eclipse (mit Marc Almond) / Die schwarze Witwe (mit Nina Hagen)    | 22                           | --                           | --                           | 2 edizioni [2 diversi Maxi-CD]                                                         | Kassengift              |
| 2001 | Es könnt' ein Anfang sein                                                | 8                            | --                           | --                           | 2 edizioni [2 diversi Maxi-CD]                                                         | Alles Gute (Neuauflage) |
| 2002 | Sternraketen / Macht Liebe                                               | 11                           | --                           | --                           | 3 edizioni [Maxi-CD, Remix, CD a due tracce], DVD-Single, 12" Vinyl-Maxi (Promo)       | Macht Liebe             |
| 2002 | Es tut immer noch weh                                                    | 21                           | --                           | --                           | 2 edizioni [Laut-Edition, edizione francese]                                           | Macht Liebe             |
| 2003 | Was kann ich für eure Welt                                               | 12                           | --                           | --                           | 2 edizioni [Maxi-CD, Remix], 12" Vinyl-Maxi                                            | Live aus Berlin         |
| 2004 | Liebe ist alles                                                          | 6                            | 47                           | --                           | 2 edizioni [2 diversi Maxi-CD]                                                         | Herz                    |
| 2004 | Ich will mich verlieben                                                  | 8                            | 64                           | --                           | 2 edizioni [Maxi-CD, Live]                                                             | Herz                    |
| 2004 | Willkommen / Der größte Trick                                            | 8                            | 44                           | --                           | 2 edizioni [Maxi-CD, Remix], 12" Vinyl-Maxi                                            | Herz                    |
| 2004 | Ich komm an dir nicht weiter                                             | 14                           | 69                           | --                           | 2 edizioni [Maxi-CD, Remix], 12" Vinyl-Maxi                                            | Herz                    |
| 2006 | Ich bin ich [Wir sind wir]                                               | 2                            | 5                            | 16                           | 2 edizioni [Maxi-CD, Remix], 12" Vinyl-Maxi                                            | Das große Leben         |
| 2006 | Nichts von alledem [tut mir leid]                                        | 11                           | 47                           | 59                           | 3 edizioni [Maxi-CD, Live, Remix], 12" Vinyl-Maxi, 7" Vinyl-Single (Promo)             | Das große Leben         |
| 2006 | Ich geh in Flammen auf / Das Glück liegt auf der Straße                  | 7                            | 12                           | 87                           | 2 edizioni [Maxi-CD, Remix], 12" Vinyl-Maxi                                            | Das große Leben         |
| 2006 | Auch im Regen / Mein Sex                                                 | 8                            | 35                           | --                           | 2 edizioni [Maxi-CD, Remix], 12" Vinyl-Maxi [Auch im Regen], 10" Vinyl-Maxi [Mein Sex] | Das große Leben         |
| 2007 | Aus Liebe wollt ich alles wissen                                         | 15                           | 45                           | 66                           | beneficenza per la lotta all'AIDS                                                      | Das große Leben         |
| 2008 | Gib mir Sonne                                                            | 1                            | 3                            | 13                           |                                                                                        | Die Suche geht weiter   |
| 2008 | Wie weit ist vorbei                                                      | 8                            | 37                           | --                           |                                                                                        | Die Suche geht weiter   |
| 2009 | Blaue Flecken                                                            | --                           | --                           | --                           |                                                                                        | Die Suche geht weiter   |

## Video & DVD
| Anno | Titolo                                             | Posizionamento classifica tedesca | Note                                            |
| ---- | -------------------------------------------------- | --------------------------------- | ----------------------------------------------- |
| 2003 | Die Videos 1995-2001                               | --                                | DVD & VHS [disponibile solo nel sito ufficiale] |
| 2003 | Live aus Berlin                                    | --                                | DVD                                             |
| 2004 | Herz                                               | 11                                | DVD                                             |
| 2004 | Willkommen in unserer Welt - Live und draußen 2004 | 27                                | DVD                                             |
| 2006 | Das große Leben - Live                             | 1                                 | DVD [in Digipack o Super-Jewel-Case]            |
| 2009 | Die Suche Geht Weiter - Live                       |                                   | DVD/CD                                          |

## Altre pubblicazioni
Oltre a diverse riedizioni sono apparse altre raccolte non autorizzate da vecchie incisioni di cui il primo produttore dei Rosenstolz, Tom Müller, detiene i diritti.
- 2003 Ohne Worte – Die Karaoke-CD (disponibile solo sul sito ufficiale)
- 2003 Kuss der Diebe – Producers Master Cut, CD mit DTS-5.1-Tracks, Musik für Erwachsene / DA Music (# 80)
- 2004 Erwarten se nix – Producers Master Cut, CD mit DTS-5.1-Tracks, Musik für Erwachsene / DA Music (# 47)
- 2005 Wenn du aufwachst – Producers Master Cut, CD mit DTS-5.1-Track, Musik für Erwachsene / DA Music (# 68)
- 2006 Mondkuss – Producers Master Cut, Doppel-CD und -LP (in farbigem Vinyl, limitiert auf 1.000 Stück), Musik für Erwachsene / DA Music (# 16) - edizione limitata, 1000 pezzi.